# تاپولتسا
شهر تاپولتسا (به مجاری: Tapolca) در وِسپرِم در کشور مجارستان واقع شده‌است. جمعیت این شهر ۱۶٫۷۳۲ نفر است.

## نگارخانه

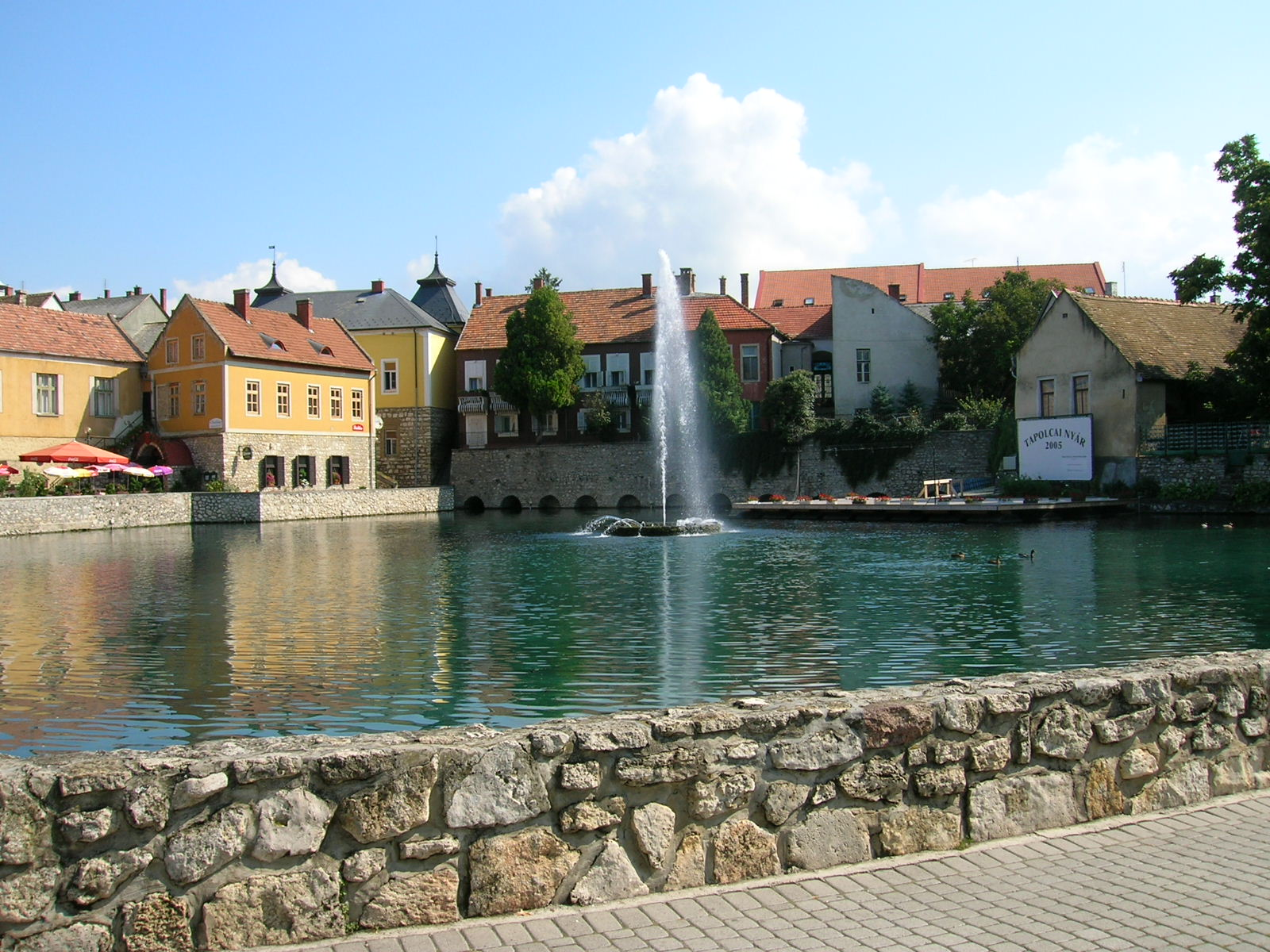
برکه و آسیاب آبی
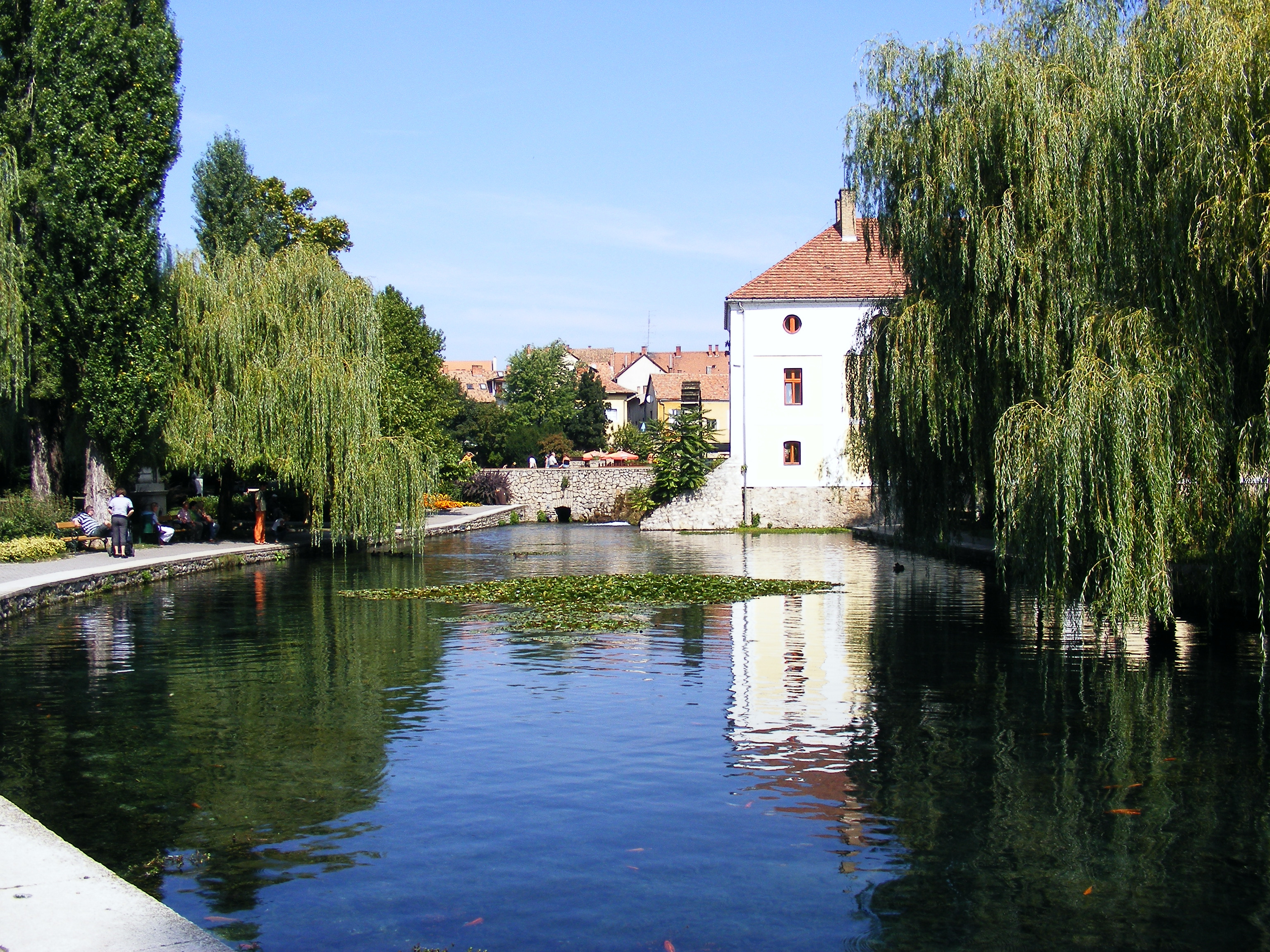
آسیاب آبی قدیمی
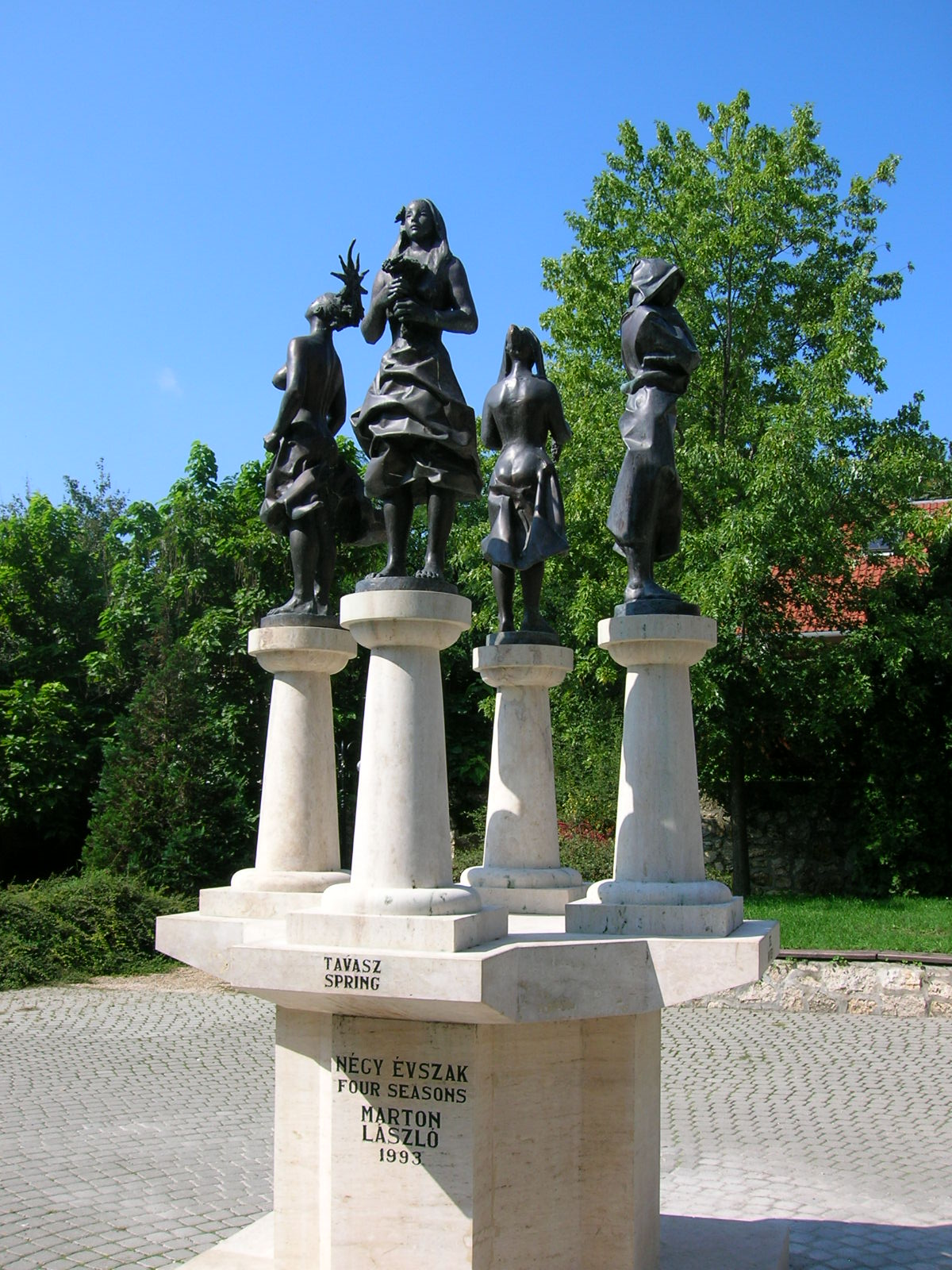
مجسمه چهار فصل
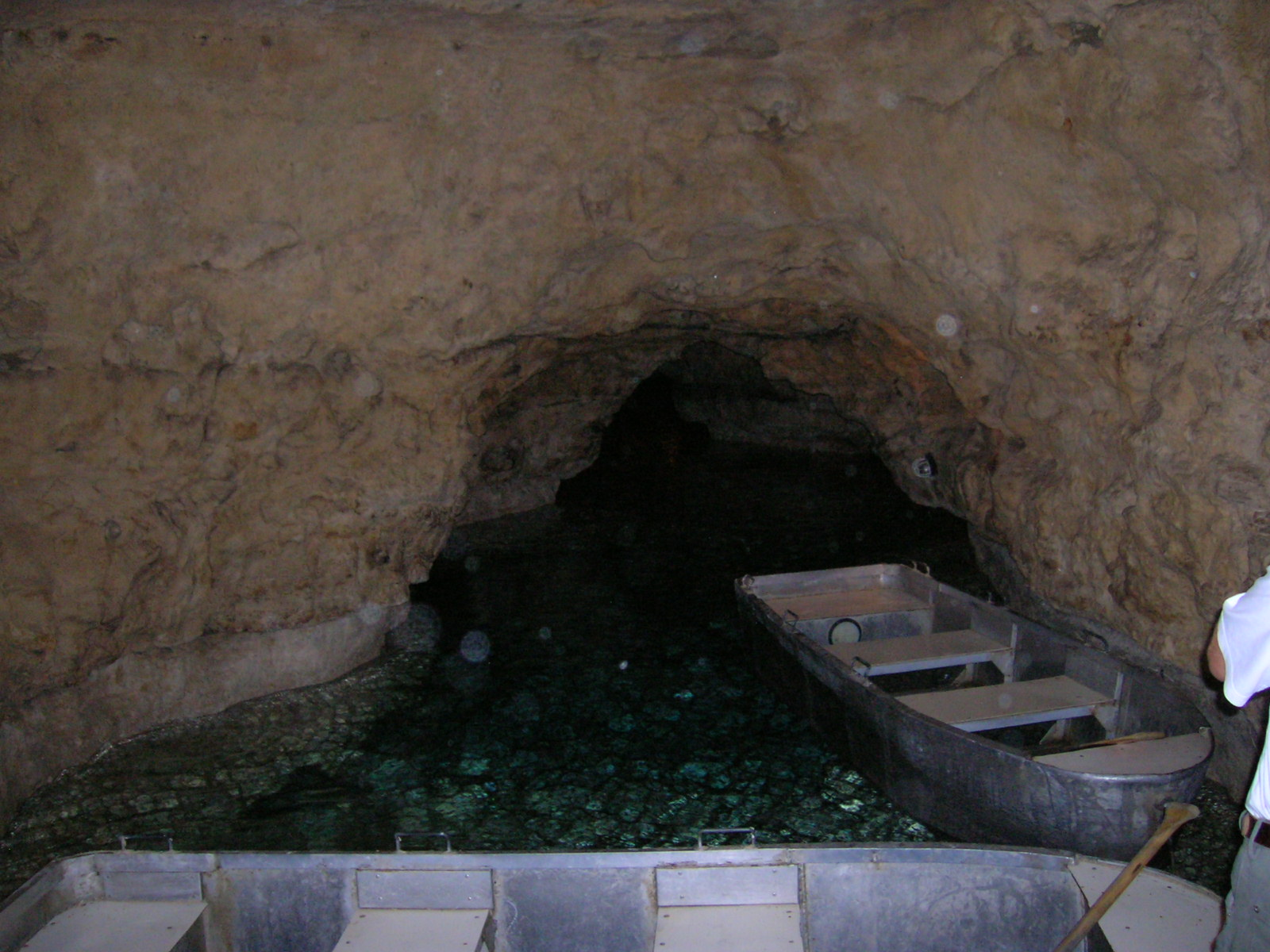
ورودی غار تاپولتسا
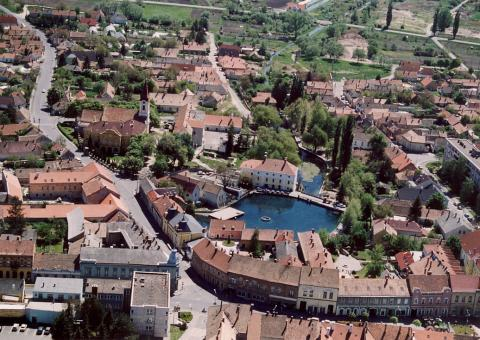
نمای هوایی از شهر